# (5120) Битиант
(5120) Битиант (лат. Bitias) — типичный троянский астероид Юпитера, движущийся в точке Лагранжа L5, в 60° позади планеты. Астероид был открыт 13 октября 1988 года американским астрономом Кэролин Шумейкер в Паломарской обсерватории и назван в честь одного из героев Троянской войны.

Орбита астероида Битиант и его положение в Солнечной системе
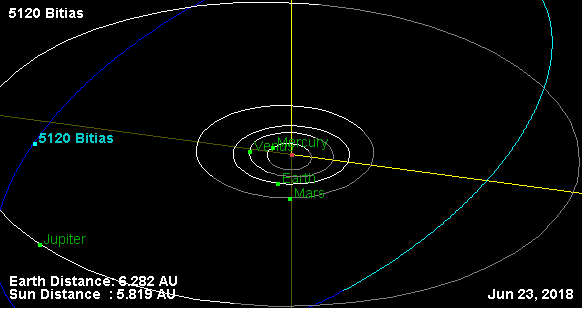
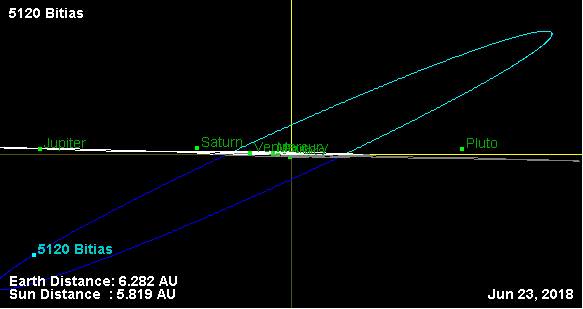

Фотометрические наблюдения, проведённые в 1994 году, позволили получить кривые блеска этого тела, из которых следовало, что период вращения астероида вокруг своей оси равняется 11,582 ± 0,017 часам, с изменением блеска по мере вращения более чем на 0,38 m.